# هارون براون (لاعب كرة قدم أمريكية)
هارون براون (بالإنجليزية: Aaron Brown)‏ هو لاعب كرة قدم أمريكية أمريكي، ولد في 10 أكتوبر 1985 في كاتي في الولايات المتحدة.

## وصلات خارجية
- هارون براون على موقع مرجع كرة القدم المحترفة.كوم (الإنجليزية)
- هارون براون على موقع JustSportsStats.com (الإنجليزية)